# Дуговая эластичность

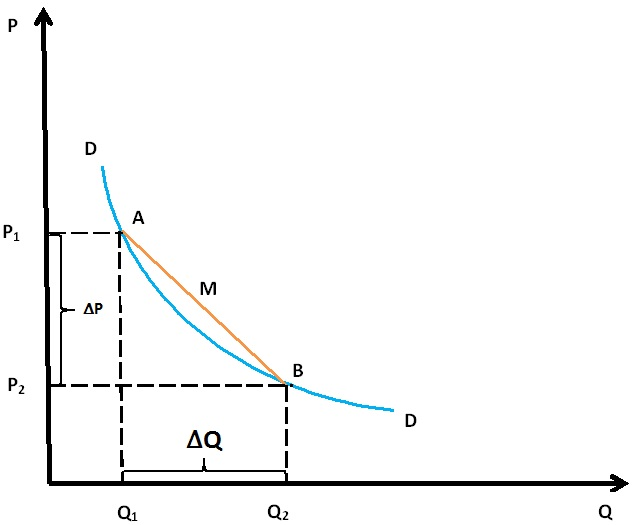
Дуговая эластичность спроса

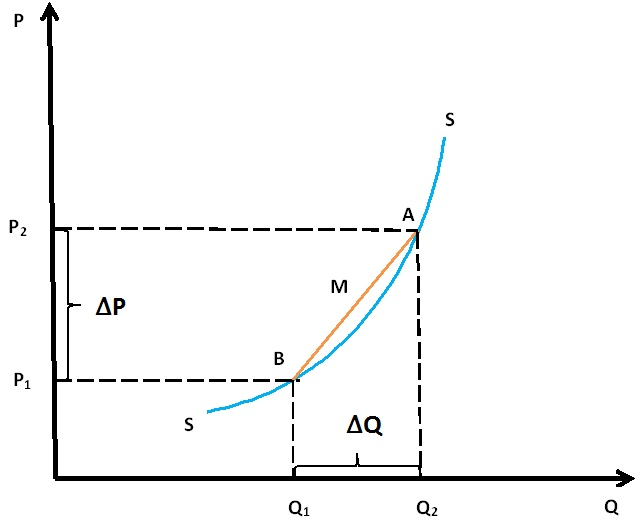
Дуговая эластичность предложения

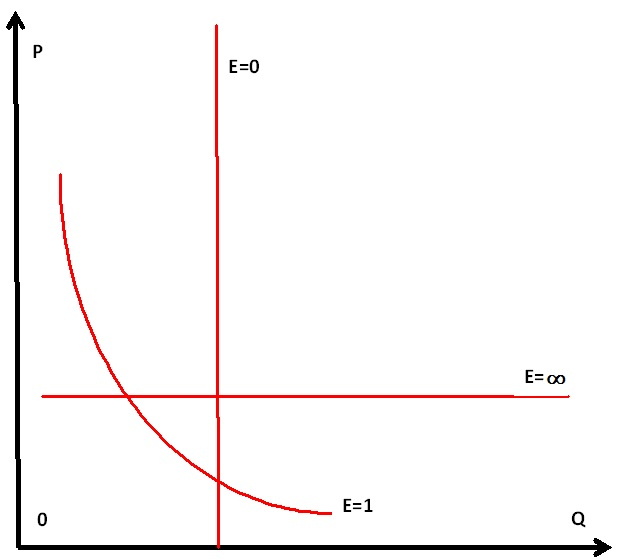
Линия спроса с нулевой, единичной и бесконечной эластичностью спроса

Дуговая эластичность (англ. Arc elasticity) – показатель процентного изменения спроса или предложения на изменения цены, дохода или других факторов. Показатель используется при существенном изменении цены, дохода или других факторов, а в противном случае используется показатель точечной эластичности.

## История создания
В случае анализа эластичности спроса или предложения с показателем точечной эластичности возникает проблема, что при выборе двух различных точек {\displaystyle A} и {\displaystyle B} как показано на рисунках «Дуговая эластичность спроса» и «Дуговая эластичность предложения» для базового расчёта процентных изменений, результат вычислений будет отличен между собой. Для преодоления этой проблемы используется в качестве исходной базы вычислений средние значения, рассчитанные по первоначальным и конечным ценам и количеству проданных или произведенных товаров или услуг. Такое решение позволяет оценить эластичность в центральной точке {\displaystyle M} анализируемого отрезка {\displaystyle AB} на кривой линии спроса {\displaystyle DD} или на кривой линии предложения {\displaystyle SS}.

## Определение
Дуговая эластичность спроса – степень реакции спроса на изменения цены, дохода и других факторов. Показатель эластичности спроса {\displaystyle E_{P}^{D}}, определяющий эластичность в середине отрезка, соединяющие две точки, рассчитывается как:
{\displaystyle E_{P}^{D}={\frac {Q_{2}-Q_{1}}{P_{2}-P_{1}}}{\frac {(P_{1}+P_{2})/2}{(Q_{1}+Q_{2})/2}}={\frac {\Delta Q}{\Delta P}}{\frac {P_{1}+P_{2}}{Q_{1}+Q_{2}}}},
где {\displaystyle D} - это спрос, {\displaystyle Q_{1}} - исходное количество проданного товара, {\displaystyle Q_{2}} - новый объём спроса, {\displaystyle P_{1}} - исходная цена товара, {\displaystyle P_{2}} - новая цена товара, {\displaystyle \Delta Q=Q_{2}-Q_{1}}, {\displaystyle \Delta P=P_{2}-P_{1}} - изменение спроса и цены.
Дуговая эластичность предложения – степень реакции функции предложения на изменения цены или других факторов. Показатель эластичности предложения {\displaystyle E_{P}^{S}}, определяется также:
{\displaystyle E_{P}^{S}={\frac {Q_{2}-Q_{1}}{P_{2}-P_{1}}}{\frac {(P_{1}+P_{2})/2}{(Q_{1}+Q_{2})/2}}={\frac {\Delta Q}{\Delta P}}{\frac {P_{1}+P_{2}}{Q_{1}+Q_{2}}}},
где {\displaystyle S} - это предложение, {\displaystyle Q_{1}} - исходное количество произведенного товара, {\displaystyle Q_{2}} - новый объём предложения, {\displaystyle P_{1}} - исходная цена товара, {\displaystyle P_{2}} - новая цена товара, {\displaystyle \Delta Q=Q_{2}-Q_{1}}, {\displaystyle \Delta P=P_{2}-P_{1}} - изменение предложения и цены.

## Значения
Когда коэффициент дуговой эластичности спроса равен бесконечности {\displaystyle E_{P}^{D}=\infty }, то спрос совершенно эластичен. Незначительное увеличение цены приводит к бесконечно большому сокращению спроса, а малое снижение цены приводит к бесконечно большому увеличению объёма спроса. Кривая спроса имеет горизонтальную прямую.
Когда коэффициент дуговой эластичности спроса равен единице {\displaystyle E_{P}^{D}=1}, то спрос имеет единичную эластичность, то есть изменение цены на 1% приводит к изменению объёма спроса на 1%. Кривая спроса имеет форму равнобочной гиперболы.
Когда коэффициент дуговой эластичности спроса нулевой {\displaystyle E_{P}^{D}=0}, то спрос совершенно неэластичен, а любые изменения цены не влияют на объём спроса. Кривая спроса имеет вертикальную прямую.
Когда коэффициент дуговой эластичности спроса находится в интервале от ноля до единицы {\displaystyle 0<E_{P}^{D}<1}, то спрос неэластичен, то есть увеличение (снижение) цены на 1% приводит к снижению (повышению) объёма спроса менее чем на 1%.
Когда коэффициент дуговой эластичности спроса находится в интервале от единицы до бесконечности {\displaystyle 1<E_{P}^{D}<\infty }, то спрос эластичен, то есть увеличение (снижение) цены на 1% приводит к снижению (повышению) объёма спроса более чем на 1%.

## Использование
Дуговая эластичность используется в случаях существенных изменений цен, доходов и других факторов. А сам показатель дуговой эластичности определяется между двумя показателями точечной эластичности для низкой и высокой цены, и не всегда определяется посередине. 
Формула дуговой эластичности даёт приемлемую точность при аппроксимации точечной эластичности, если изменения цены и/или количества несущественны. По данным Вечканова Г. С. под существенным изменениями, как правило, понимается изменения свыше 5% от начальных величин, что приводит к существенному продвижению вдоль кривой спроса или предложения.
Показатель дуговой эластичности используется также, когда функция спроса или предложения не определена.